# Washingtonia occidentalis
Washingtonia occidentalis là loài thực vật có hoa thuộc họ Arecaceae. Loài này được (Nutt.) J.M. Coult. & Rose miêu tả khoa học đầu tiên năm 1900.